# 保罗·丹尼尔斯
保罗·丹尼尔斯（英語：Paul Daniels，1981年6月4日—），美国男子赛艇运动员。他曾代表美国参加2003年泛美运动会赛艇比赛，获得一枚金牌和一枚银牌。他也在世界赛艇锦标赛获得一枚金牌和二枚铜牌。